# HD 119361
HD 119361，又名CD-41 8089，SAO 224365、HR 5157，是一颗恒星，视星等为5.98，位于銀經313.2，銀緯19.76，其B1900.0坐标为赤經13h 37m 41.9s，赤緯-41° 19.76′ 48″。